# Scybalophagus plicatipennis
Scybalophagus plicatipennis là một loài bọ cánh cứng trong họ Bọ hung (Scarabaeidae).